# Цензура в Мьянме
Цензура в Мьянме — надзор со стороны органов власти за содержанием и выпуском печатных изданий, произведений, содержанием и постановкой театральных и сценических выступлений, кинофильмов, радио- и телевизионных передач, регулированием интернета с целью недопущения распространения среди населения сведений противоречащим интересам государства.
Свобода слова и печати не гарантируются законом. Многие законы колониальной эпохи, регулирующие прессу и информацию, всё ещё применяются. До августа 2012 года каждая публикация (газетные статьи, карикатуры, рекламные объявления и иллюстрации) подлежала предварительному одобрению Совет по надзору и регистрации прессы (PSRB) Министерства информации. Однако бирманские политические реформы 2011—2012 годов значительно смягчили цензурную политику страны, и в августе 2012 года Министерство информации отменило требование о том, чтобы печатные СМИ представляли материалы правительству до публикации.
Бирма заняла 151-е место из 179 стран мира по индексу свободы прессы «Репортеров без границ» (2012—2013).

## История

### Династия Конбаун
Во время правления последней династии короля Бирмы — Миндона Мина династии Конбаун, пресса страны являлась одной из самых свободных во всей Азии. Семнадцать статей, принятых в 1873 году, гарантировали свободу прессы.

### Колониальная эпоха
В 1878 году, после аннексии Соединенным Королевством Нижней Бирмы, принят Закон о местной прессе, в котором предпринималась попытка сдерживать пропаганду против британского правительства в местных газетах. В 1898 году Уголовно-процессуальный кодекс позволил правительству привлечь к ответственности людей за измену и мятеж за распространение ложной информации против государства. Вскоре после этого, в 1908 году, принят Закон о незаконных ассоциациях для дальнейшего подавления свободы выражения мнений.
Закон о государственной тайне, принятый в 1923 году, запретил кому-либо владеть государственной секретной информацией. Десять лет спустя, в 1933 году, принят Закон о беспроводной телеграфии в Бирме, предусматривающий уголовную ответственность за хранение телеграфов без разрешения правительства. Тем не менее, в колониальную эпоху в обращении находилось множество публикаций, число которых постоянно росло. В 1911 году в обращении было 44 периодических издания и газет, а в 1921 году — 103. К концу 30-х годов в обращении было более 200 газет и периодических изданий, что вдвое больше, чем в 1921 году.

### Эпоха после приобретения независимости
Бирма обрела независимость в 1948 году. Конституция Бирманского союза (1947) гарантировала свободу слова, гарантируя «свободу мысли и выражения». В 1950 году принят Закон о чрезвычайных положениях, которым установлена уголовная ответственность за распространение ложных новостей и клевету на государственных служащих и военных чиновников. Несмотря на это в 1950-х годах в Бирме публиковалось 30 ежедневных газет (на бирманском, китайском, английском и индийском языках).
После государственного переворота совершенного У Не Вин, в 1962 году принят Закон о регистрации типографий и издательств. Этот закон, все ещё действующий, устанавливает для всех издателей регистрироваться и представлять копии публикаций в Совет по надзору и регистрации прессы при Министерстве информации. В 1975 году в статье 157 Конституции Социалистической Республики Бирманского союза (1975 года) предусмотрена «свобода слова, выражения и публикации в той мере, в которой осуществление такой свободы не противоречит интересам трудящихся и социализма».
Меморандум для всех типографий и издательств, касающийся представления публикаций для проверки, издан Центральным регистрационным советом по надзору и регистрации . В нём даны чёткие рекомендации по материалам, которые могут быть подвергнуты цензуре, включая содержащие оскорбления Бирманской социалистической программы, государственной идеологии, социалистической экономии, национального единства, безопасности, мира и общественного порядка, содержат информацию порнографического характера, клевету или критику национального правительства. В том же году был принят Закон о защите государства, позволяющий властям заключать в тюрьму любых лиц, подозреваемых в угрозе национальному миру. Этот закон послужил основанием для арестов многих журналистов и писателей.

### Государственный переворот 1988 года
После военного переворота во главе с Государственным советом восстановления законности и порядка (SLORC) в 1988 году изданы приказы о военном положении, запрещающие публичные собрания, запрещающие деятельность, публикации и выступления, направленные на раскол вооруженных сил. Приказы о введении военного положения отменены.

## Военные законы
В 1996 году принято несколько законов для принятия мер ко контролю за распространением информации в Бирме. К ним относятся: Закон о защите мирной и систематической передачи государственной ответственности и успешном выполнении функций Национальной конвенции против беспорядков и оппозиций, который запрещает деятельность, направленную на разрушение мира, стабильности, правопорядка. Кроме того, он объявил незаконными Акты унижения Национального собрания. Законы о СМИ, включая Закон о телевидении и видео, который требует, чтобы владельцы медиаплееров (включая телевизоры, спутники и видеомагнитофоны) получали лицензии Министерства связи, почты и телеграфа и учредили Советы по цензуре видео отечественного производства; принят Закон о кинематографии, который требует получения лицензий, выдаваемых Мьянманским кинематографическим предприятием, для производства фильмов. Фильмы подлежат цензуре со стороны Совета по цензуре кинофильмов. Кроме того принят Закон о развитии компьютерных наук. Согласно этому закону, все компьютерное оборудование должно быть одобрено Министерством связи, почты и телеграфа. Распространение, передача или получение информации, которая подрывает государственную безопасность, национальную солидарность и культуру, является уголовным преступлением. В 1997 году SLORC переименована в Государственный совет мира и развития (SPDC). В 2000 году принят Закон об Интернете, запрещающий размещение публикаций, наносящих ущерб государственным интересам. Иностранные новости также подвергались цензуре со стороны правительства. Радиовещание BBC и «Голоса Америки» началось в 1995 году. Не поощряется вещание иностранных журналистов из Мьянмы и им регулярно отказывают во въезде. В этот период арестованы ряд известных журналистов, таких как Аунг Пвинт, который заключен в тюрьму в 1999 году за владение факсом и за «рассылку новостей» запрещенным газетам/ В 2008 году редактор «Народ Мьянмы» (англ. Myanmar Nation) Тет Зин арестован за владение копией доклада ООН по правам человека. В июле 2014 года пять журналистов заключены в тюрьму на десять лет после публикации отчёта, в котором правительство обвинялось в планировании строительства нового завода по производству химического оружия. Журналисты охарактеризовали тюремные заключения как удар по недавно завоёванным свободам средств массовой информации, последовавшим за пятью десятилетиями цензуры и преследования.

## Интернет
Интернет-цензура в Бирме классифицируется как избирательная в политических и интернет-инструментальных областях, как существенная в социальной сфере и без каких-либо свидетельств фильтрации в конфликте/безопасности согласно OpenNet Initiative. Бирма включена в список противников интернета по версии «Репортеры без границ». Согласно данным исследования, проведенного в OpenNet Initiative в 2005 году, интернет-цензура в основном ограничивает веб-сайты, связанные с продемократическими группами и порнографией. Кроме того, 85 % сайтов поставщиков услуг электронной почты подверглись блокировке. Корпорация развития информационных технологий Мьянмы (MICTDC) выдаёт лицензии киберкафе. Пользователи должны зарегистрироваться, а владельцы обязаны сохранять снимки экрана пользовательской активностьи каждые пять минут и по запросу предоставлять их в MICTDC для контроля. Тем не менее, регулирование деятельности киберкафе является слабым. ONI провела тестирование в Бирме в августе 2012 года. Результаты показали, что объём и глубина отфильтрованного контента, значительно сократились по сравнению со всеми предыдущими тестированиями ONI с 2005 года. Ограничения на контент, который считался опасным для безопасности государства, остались на том же уровне. Порнография по-прежнему подлежит широкой блокировке, как и контент, связанный с потреблением алкоголя и наркотиков, азартными играми, сайтами знакомств, образованием в области секса, ЛГБТ, а также инструменты обхода интернет-цензуры. В 2012 году доступны почти все ранее заблокированные веб-сайты оппозиционных политических партий, критического политического контента и независимых новостных сайтов, и только 5 из 541 протестированных URL-адресов отнесены к категории заблокированных политических материалов.

## Политическая реформа
В ноябре 2010 года, вскоре после освобождения Аун Сан Су Чжи из под домашнего ареста, деятельность 10 местных изданий приостановлена за то, что они «слишком большое значение» уделили её освобождению в своих статьях. С 10 июня 2011 года PSRB разрешил публикации с самоцензурой, посвященных вопросам развлечений, спорта, технологий, здоровья и детей, что позволило редакторам обходить обязательную практику представления черновиков публикаций PSRB.
В июле 2011 года публикации Группы 1, состоящей из 178 журналов, больше не подвергались цензуре. В декабре 2011 года дополнительно 54 издания в сфере бизнеса и преступности допущены к самоцензуре.
Тинт Све, директор Отдела проверки и регистрации прессы, публично призвал к отмене цензуры СМИ в стране, заявив, что она не соответствует демократической практике. Тинт Све также указал, что цензура для видео и фильмов будет смягчена, без указания временных рамок.
В сентябре 2011 года разблокировано несколько ранее запрещенных веб-сайтов, включая YouTube, «Демократический голос Бирмы» и «Голос Америки». Иностранные журналисты, в том числе из BBC и «Голоса Америки», получили визы в страну в следующем месяце. Советник президента указал, что цензура прессы будет отменена в 2012 году в соответствии с новым законодательством о СМИ.
В январе 2012 года Министерство информации объявило о направлении проекта нового закона о СМИ и прессе в Генеральную прокуратуру для рассмотрения. Законопроект, который должен быть одобрен Ассамблеей союза, заимствует некоторые формулировки из аналогичных законов Камбоджи, Индонезии и Вьетнама.
Законопроект, адаптированный к Закону о регистрации типографий и издателей 1962 года, не будет представлен во время второй парламентской сессии.
В августе 2012 года Министерство информации отменило требование о предоставлении печатными СМИ материалов правительству перед публикацией; фильмы оставались предметом предварительной цензуры. Глава PSRB Тинт Све заявил агентству Франс Пресс, что «цензура началась 6 августа 1964 года и закончилась через 48 лет и две недели спустя». Однако запрет на частное владение ежедневными периодическими изданиями, как и закон, запрещающий публикацию «информации, касающейся секретов безопасности государства».
Редакционная независимость все ещё ограничивается новым требованием к публикациям присылать опубликованные работы для анализа после публикации. PSRB остается угрозой для свободы прессы страны, обладая такими же полномочиями по проверке и санкционированию публикаций, которые считаются подстрекательскими для бирманского правительства, как и в предыдущие пять десятилетий.